# Statue des Arhat Tamrabhadra

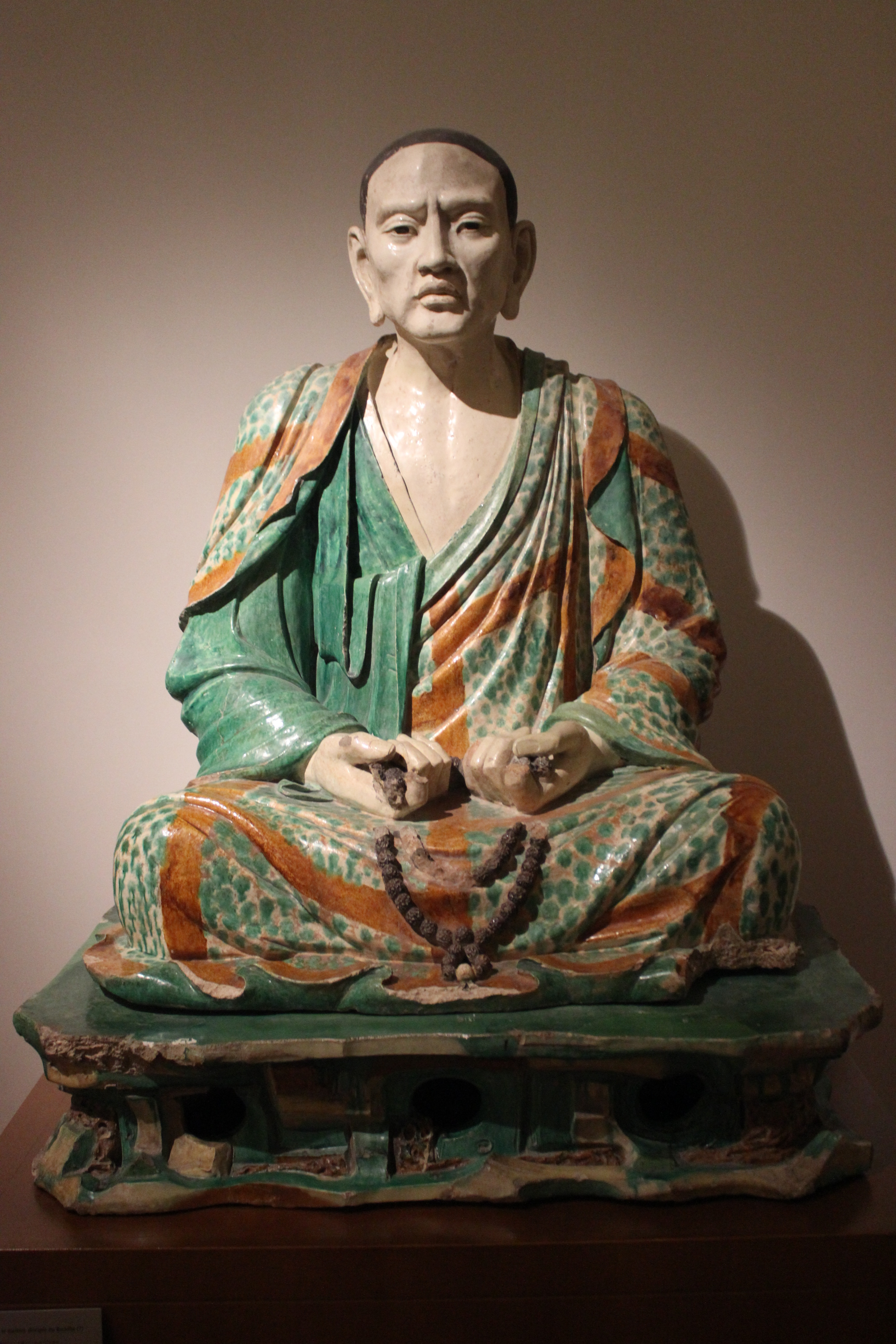
Statue des Arhat Tamrabhadra

Die Statue des Arhat Tamrabhadra (chinesisch: Iuohan Tamrabhadra) ist eine Keramikfigur aus dem Nordosten Chinas mit einer dreifarbigen Glasur. Die Statue gehört zu einer Gruppe ähnlicher Statuen, die sich alle durch eine außergewöhnliche Qualität in Technik und Ausdruck auszeichnen. Sie ist im Museum Guimet in Paris ausgestellt.

## Beschreibung
Die Statue ist 110 × 91,5 × 86 cm groß und besteht aus glasierter Keramik. Sie wurde frei modelliert, möglicherweise auch unter Verwendung von Gussformen. Sie ist doppelt in Sancai-Glasurtechnik gebrannt mit drei Farben: Grün, Bernstein und Creme. Sie wird der Liao-Jin-Dynastie (916–1125) oder der Jin-Dynastie (1125–1234) zugeordnet. Sie ist im Museum Guimet in Paris ausgestellt und hat die Inventarnummer MA6323.
Die Figur stellt den Typus des direkten Schülers des Buddha dar und ist als solche eine herausragende Persönlichkeit des Erleuchtungsweges des alten (oder kleinen) Buddhismus. Die Statue stellt den sechsten Schüler Buddhas dar: Bhadra oder Tamrabhadra, Buddhas Cousin, der von ihm an der Spitze von 900 Arhats nach Ceylon geschickt wurde. Auf Bhadra oder Tamrabhadra weist das Meditieren mit Gebetsschnur hin.
Der Sanskritbegriff Arhat (chinesisch: luohan) bedeutet „Derjenige, der die Feinde überwunden hat“ und wird in buddhistischen Schriften üblicherweise zur Bezeichnung der Schüler des Buddha verwendet. Im Laufe der Entwicklung der buddhistischen Tradition, insbesondere in den ostasiatischen buddhistischen Ländern, nahm die Zahl der Arhats tendenziell zu. Arhats werden oft in Gruppen dargestellt, die „großen Schüler“ häufig in Gruppen von 16, 18 bis zu 20, die anderen manchmal bis zu Hunderten. Diese Statue ist Teil einer Gruppe von ähnlichen Statuen, die zusammen erstellt und zusammen gefunden wurden. Es waren mindestens 9 Statuen, die über Museen weltweit verstreut sind. Sie wurden unter dem Namen Yizhou oder Yixian Luohans bekannt.
Die Statue zeichnet sich durch außergewöhnliche Qualität aus, sowohl in technischer als auch in künstlerischer Hinsicht. Sie manifestiert sich durch eine naturgetreue Individualität der Figur, deren Ausdrucksfähigkeit und die Perfektion von Gesicht und Körper. Sie erweckt insgesamt einen sehr lebensnahen Eindruck. Sie überbietet damit in Technik und Ausdruck ähnliche Statuen der Sui- und vor allem der Tang-Epoche. Es wird angenommen, dass bedeutende zeitgenössische Mönche für die Statuen als Modell dienten. Die durchbrochenen felsenartigen Sockel sollen Berge andeuten; Gemälde von Luohans zeigen sie oft auf kleinen Gipfeln, was auf die Bergrückzugsorte der asketischen Mönche hinweist. Diese Statuen gehören zu den größten Objekten, die mit dieser Technik hergestellt wurden. Es ist schwierig, solch große Objekte aufzubauen und zu brennen, ohne dass sie sich im Entstehungsprozess verformen. Daher ist alles an dieser buddhistischen Statue eines Arhat aus dem nördlichen Bereich des Khitan Reiches eine Superlative der kombinierten Kunst aus Bildhauerei und Keramik.

## Geschichte
Die Statue des Arhat Tamrabhadra wurde mit weiteren, ebenfalls lebensgroßen, glasierten Keramikskulpturen Anfang des 20. Jahrhunderts in Höhlen in der Nähe der Stadt Yizhou in der Provinz Hebei entdeckt. Der Fund wurde als „eine der bedeutendsten Gruppen von Keramikskulpturen der Welt“ bezeichnet. 1912 wurden einige der Statuen dem deutschen Sinologen Friedrich Perzyński angeboten. Bei einem Besuch der Höhle hatte Perzyński aufgrund der Auffindesituation erkannt, dass dies nicht der ursprüngliche Standort sein konnte, sondern die Figuren erst später dort deponiert worden waren. In den folgenden Jahren gelangten die Statuen auf den internationalen Kunstmarkt und wurden an verschiedene westliche Sammlungen verkauft.
Der ursprüngliche Standort der Gruppe ist nicht bekannt. Wahrscheinlich wurden die 16 oder 18 Figuren angefertigt, um auf Plattformen entlang der Wände einer Luohan-Halle in einem Tempel aufgestellt zu werden. Andere Quellen gehen davon aus, dass die Statuen zu einem Felsheiligtum auf dem „Berg der Acht Unsterblichen“ in der Nähe von Youhou und im nördlichen Yixian aufgestellt waren.
Die Statue des Arhat Tamrabhadra wurde 1997 von T.T. Tsui aus Hongkong dem Museum Guimet gespendet.